# Kamienica (Silésie)
Pour les articles homonymes, voir Kamienica.
Kamienica est une localité polonaise de la gmina de Woźniki, située dans le powiat de Lubliniec en voïvodie de Silésie.